# Palette (Qlairのアルバム)
『Palette』（パレット）は、Qlair初のベスト・アルバム。1993年9月22日にCD、2020年1月27日に生産限定アナログ盤がリリースされた。

## 収録曲

### CD
1. 瞳いっぱいの夏
  - デビュー・シングル
2. 恋のメダリスト
  - 新録
3. お願い神さま
  - 2ndシングル
4. 約束
  - アルバム『Les filles』より
5. さよならのチャイム
  - 3rdシングル
6. 眩しくて
  - 4thシングル
7. 秋の貝殻
  - 5thシングル
8. お引っ越し
  - 6thシングル・カップリング
9. SUMMER LOVER 大作戦
  - 7thシングル
10. HAPPY BIRTHDAY
  - 新曲

### LPレコード

#### SIDE A
1. 瞳いっぱいの夏
2. 恋のメダリスト
3. お願い神さま
4. 約束
5. さよならのチャイム

#### SIDE B
1. 眩しくて
2. 秋の貝殻
3. お引っ越し
4. SUMMER LOVER 大作戦
5. HAPPY BIRTHDAY